# Omega (Asia)
Omega is een studioalbum van Asia; het is het tweede album van die band in de originele samenstelling na de reünie in 2007. Asia verklaarde dat de titel Omega (vaak aangeduid als het eind) aansloot bij de titel van hun tweede album Alpha (het begin). Het album is opgenomen in de Liscome Park Studio in Londen gedurende vijf maanden tijd. De hoes werd wederom verzorgd door Roger Dean (ook de ontwerper van de hoes van Alpha).

## Musici
- Geoff Downes – toetsinstrumenten, zang
- Steve Howe – gitaar, zang
- John Wetton – eerste zang, basgitaar
- Carl Palmer – slagwerk

## Muziek
Finger on the trigger is afkomstig van Icon II van Wetton en Downes.

| Nr. | Titel                                            | Duur |
| --- | ------------------------------------------------ | ---- |
| 1.  | Finger on the trigger (Wetton, Downes)           | 4:31 |
| 2.  | Through my veins (Howe, Wetton)                  | 5:09 |
| 3.  | Holy war (Wetton, Downes)                        | 6:00 |
| 4.  | Ever yours (semper fidelis) (Wetton, Downes)     | 4:07 |
| 5.  | Listen, children (Wetton, Downes)                | 5:57 |
| 6.  | End of the world (Wetton, Downes)                | 5:40 |
| 7.  | Light the way (Howe, Wetton)                     | 5:10 |
| 8.  | Emily (bonustrack op 1e uitgave; Wetton, Downes) | 5:13 |
| 9.  | I’m still the same (Wetton, Downes)              | 4:44 |
| 10. | There was a time (Wetton, Downes)                | 5:58 |
| 11. | I believe (Wetton, Downes)                       | 4:43 |
| 12. | Don’t wanna lose you now (Wetton, Downes)        | 4:46 |

## Lijsten
Het album verkocht goed in Japan (hoogste plaats nummer 29), Duitsland (56), Zweden (47) en Engeland (13). Ook in Zwitserland (55) kwam het album in de lijsten. In Nederland kwam het niet zo ver.